# Двохсотрічні дуби
Двохсотрічні дуби — ботанічна пам'ятка природи місцевого значення, розташована за 2 км на північний-схід від міста Біловодськ Луганської області України. Загальна площа — 1 га.
Ботанічна пам'ятка отримала статус згідно з рішенням виконкому Луганської обласної Ради народних депутатів № 370 від 13 вересня 1977 року (в.ч.), рішенням виконкому Ворошиловградської обласної Ради народних депутатів № 247 від 28 червня 1984 року.
Пам'ятка природи являє собою ділянку байрачного лісу, де зростають 17 дубів-велетнів віком близько 200 років